# Arts escèniques

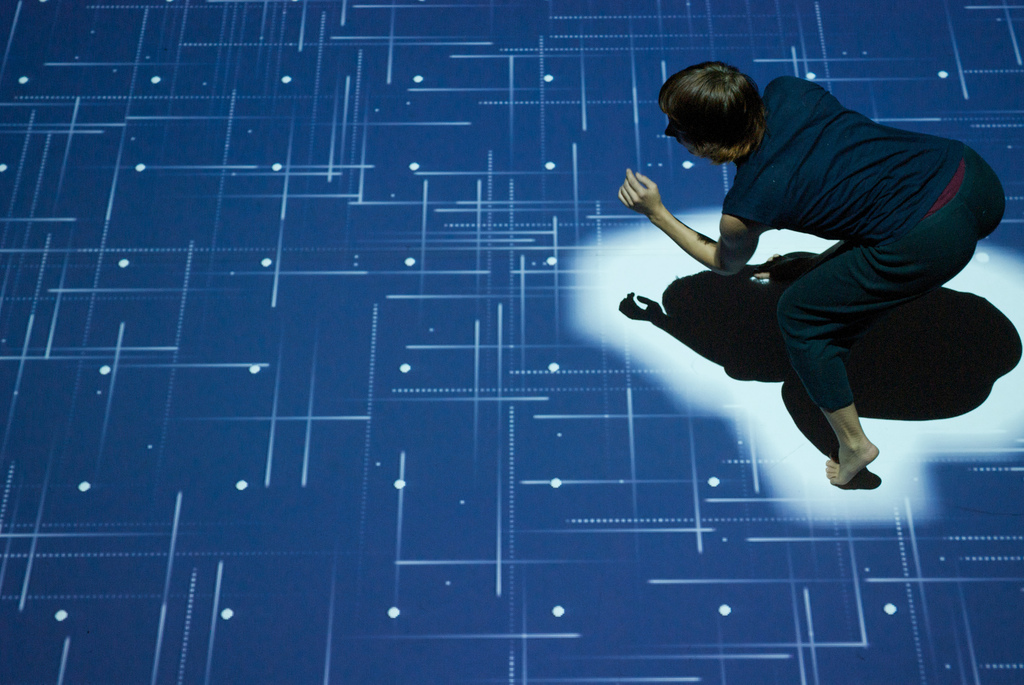
Intèrpret d'arts escèniques, en 2009

Les arts escèniques són aquelles arts de representació que es realitzen en un escenari, com ara el d'un teatre, un circ, la dansa i l'opera. Les obres d'art que produeixen les arts escèniques són els espectacles.
Exemples d'arts escèniques són la dansa, el teatre, la dansa-teatre, el teatre-màgia, el circ, l'òpera, les arts vives, la prestidigitació, el transformisme i les varietats.

## Espectacle

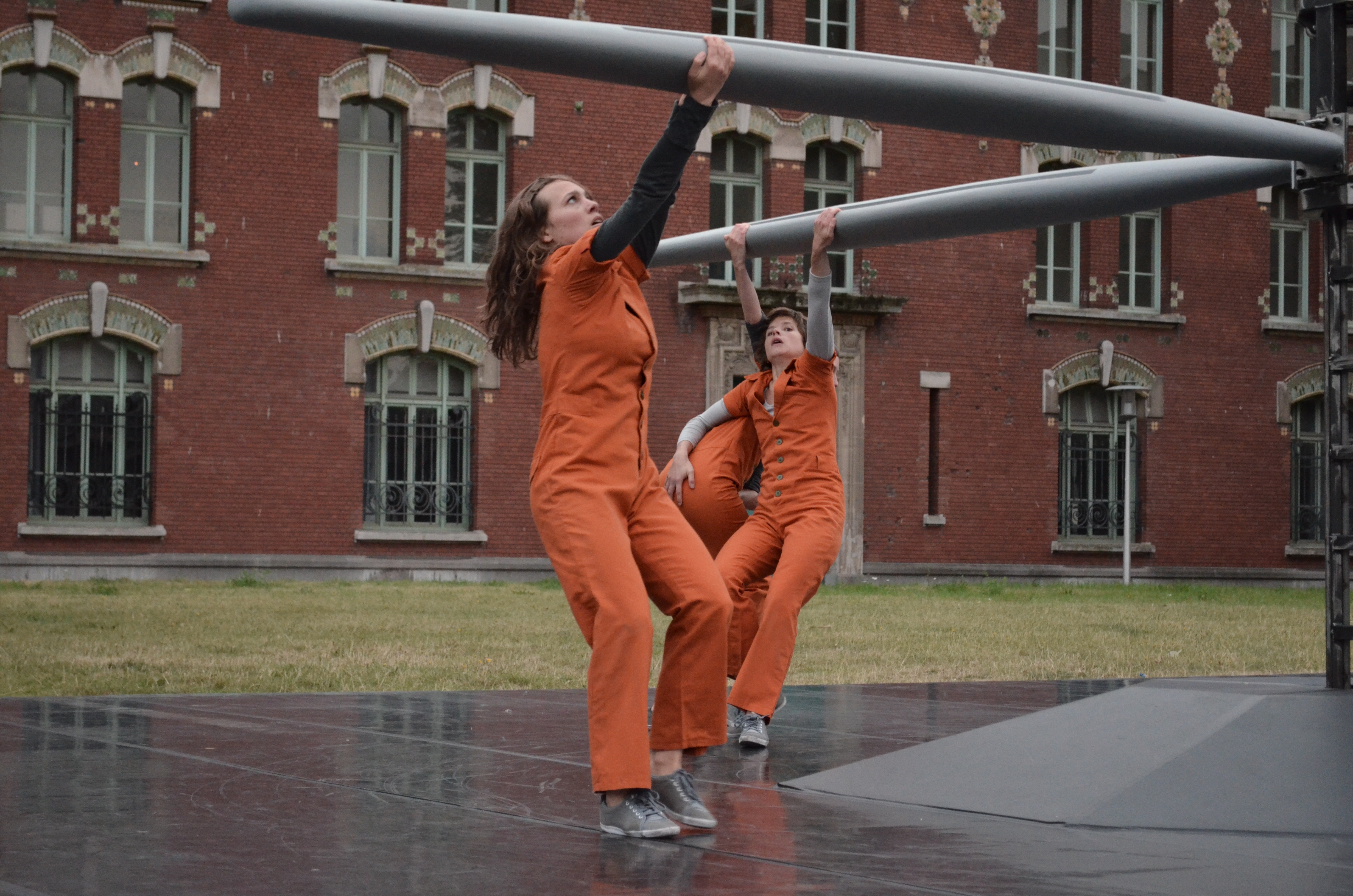
Espectacle dramàtic, any 2013

A les arts escèniques, l'espectacle és l'objecte creatiu central del procés de comunicació dramàtica. Consisteix a una presentació davant d'un auditori d'una ficció, executada per uns intèrprets, que aporten el seu propi cos (i a través d'ell la veu, el gest i el moviment), i en el cas general també un conjunt heterogeni d'elements escènics, incincloent-hi il·luminació, el so (que pot ser música, veu en off i altres efectes sonors diversos), les projeccions, l'escenografia, els objectes accessoris, el vestuari, la perruqueria, el maquillatge i les màscares. De tots aquests elements, els únics obligatoris són almenys un intèrpret i almenys un espectador. En general l'espectacle es desenvolupa en un espai donat durant un temps determinat i té una finalitat.

## Escena contemporània

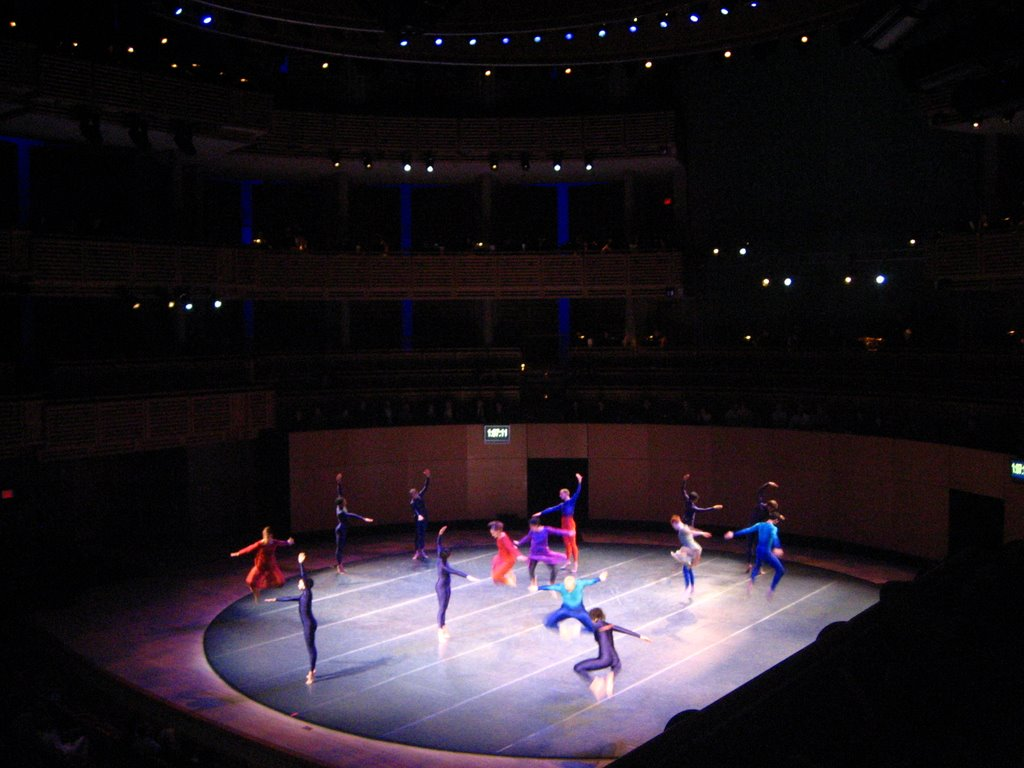
En aquest espectacle el director no guia a l'espectador en un únic focus i a més l'atzar fa que cada dia sigui diferent, trencant els preceptes de l'escena tradicional.

Igual que a les arts plàstiques, a partir dels anys seixanta les arts escèniques a Europa van viure una revolució que va trencar amb les representacions tradicionals i el psicologisme i l'estètica realista que es valorava fins aleshores. Aquests canvis van afectar totes les arts escèniques, incincloent-hi teatre, la dansa, l'òpera i el circ, sense oblidar l'aparició d'un tipus d'espectacle diferent: el happening i l'art d'acció o performance.
La dansa amb el postmodernisme es va renovar totalment, més enllà de l'estil neoclàssic, incorporant accions físiques quotidianes o tretes d'oficis, arts marcials, jocs i esports, per exemple; i incorporant el text en diverses formes, incloent-hi fins i tot la veu. A més es considera l'atzar, la forma per la forma (dance is motion, not emotion) i la independència de la música, que ocorre al mateix temps, però no supedita a la dansa a ella. D'altra banda, els directors teatrals també experimenten amb nous conceptes de l'espai i el temps, a més de la relació amb el text, que pot ser independent del cos (en l'ús de la veu en off, per exemple). Els dramaturgs van acostar el text a la parla quotidiana, el van fer més ritual, en van buscar l'essència, la musicalitat, el ritme i també el van desconstruir. Les arts audiovisuals s'incorporen, a més de tota mena de tecnologia.